# Числа Леонардо
Числа Леонардо — послідовність чисел, задається залежністю:
```

  

    

      

        
L

        
(

        
n

        
)

        
:=

        

          

            
{

            

              

                

                  
1

                

                

                  

                    
при 

                  

                  
n

                  
=

                  
0

                  
;

                

              

              

                

                  
1

                

                

                  

                    
при 

                  

                  
n

                  
=

                  
1

                  
;

                

              

              

                

                  
L

                  
(

                  
n

                  
−

                  
1

                  
)

                  
+

                  
L

                  
(

                  
n

                  
−

                  
2

                  
)

                  
+

                  
1

                

                

                  

                    
при 

                  

                  
n

                  
>

                  
1.

                

              

            

            

          

        

      

    

    
{\displaystyle L(n):={\begin{cases}1&{\text{при }}n=0;\\1&{\text{при }}n=1;\\L(n-1)+L(n-2)+1&{\text{при }}n>1.\\\end{cases}}}

  

```

Едсгер Дейкстра використовував їх як складову частину свого алгоритму плавного сортування, та вивчив їх деякі властивості.

## Взаємозв'язок з числами Фібоначчі
Числа Леонардо пов'язані з числами Фібоначчі за формулою: {\displaystyle L(n)=2F(n+1)-1,n\geqslant 0}.
З цієї формули прямо випливає вираз для чисел Леонардо, аналогічний формулі Біне для чисел Фібоначчі:
{\displaystyle L(n)=2{\frac {\varphi ^{n+1}-(1-\varphi )^{n+1}}{\varphi -(1-\varphi )}}-1={\frac {2}{\sqrt {5}}}\left(\varphi ^{n+1}-(1-\varphi )^{n+1}\right)-1},
де {\displaystyle \varphi =(1+{\sqrt {5}})/2} є золотим перетином, і крім того {\displaystyle \varphi } та {\displaystyle 1-\varphi =(1-{\sqrt {5}})/2} є коренями квадратного рівняння {\displaystyle x^{2}-x-1=0.}

## Члени послідовності
Перші двадцять членів послідовності чисел Леонардо такі:
{\displaystyle 1,\;1,\;3,\;5,\;9,\;15,\;25,\;41,\;67,\;109,\;177,\;287,\;465,\;753,\;1219,\;1973,\;3193,\;5167,\;8361,\ldots } послідовність A001595 з Онлайн енциклопедії послідовностей цілих чисел, OEIS